# Ricinoididae
Ricinoididae är en familj av spindeldjur. Ricinoididae ingår i överfamiljen Ricinoidoidea, ordningen Ricinulei, klassen spindeldjur, fylumet leddjur och riket djur. Enligt Catalogue of Life omfattar familjen Ricinoididae 58 arter. 
Arterna blir upp till 10 mm långa. Hannar använder det tredje benparet för att överföra sädesvätskan. Utbredningsområdet är tropiska skogar i Afrika och Amerika. Honor vårdar sina ungar.
Ricinoididae är enda familjen i överfamiljen Ricinoidoidea som i sin tur är ensam i ordningen Ricinulei.
Släkten enligt Catalogue of Life:
- Cryptocellus
- Pseudocellus
- Ricinoides